# Abaddón

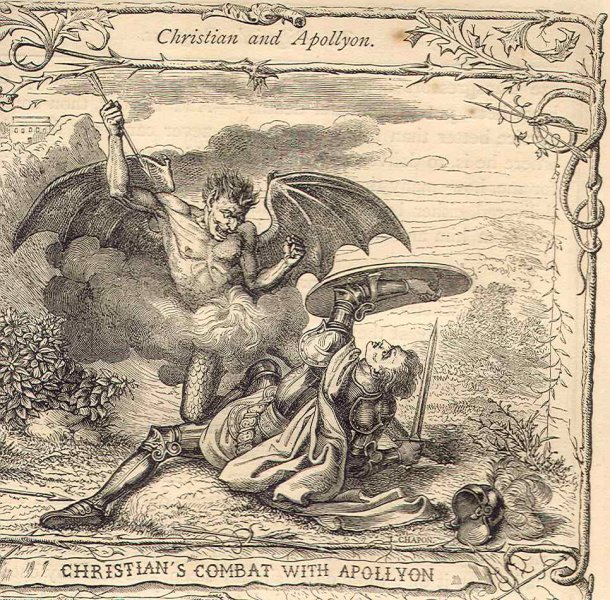
Apollyon bojující

Hebrejský výraz Abaddón (hebrejsky: אֲבַדּוֹן‎, 'Ǎḇaddōn), a řecký ekvivalent Apollyon (řecky: Ἀπολλύων, Apollyon) se objevuje v Bibli jako místo zkázy a jako anděl. V hebrejské bibli je abaddón odkazem na bezednou jámu, často se objevuje se slovem šeol (שאול‎ – hrob, jáma, příbytek pro mrtvé). V Novém zákoně, v Janově Zjevení je anděl s tímto jménem a je popisován jako král armády kobylek; jeho jméno je vykládáno jako Hubitel.

## Etymologie
Podle lexikonu Brown–Driver–Briggs hebrejské abaddon vychází ze semitského kořene slova abad (אָבַד‎ – což znamená zahynout), v hebrejské bibli se toto slovo vyskytuje 184krát. V Septuagintě, v časném řeckém překladu hebrejské bible, se slovo „abaddón“ "ἀπώλεια" – Apollyon překládá ze slova apollymi (ἀπόλλυμι), znamenající „zničit“.

## Judaismus

### Hebrejská bible
Termín abaddón se v Masoretském textu objevuje šestkrát; abaddon znamená ničení nebo „místo zkázy“, či „říše mrtvých“, tento doprovází slovo šeol.
- Kniha Jób 26:6: Podsvětí (Šeol) je před ním obnaženo, říše zkázy (Abaddon) nepřikryta.
- Kniha Jób 28:22: Říše zkázy (Abaddon) a smrt říkají...
- Kniha Jób 31:12: byl by to oheň, jenž zžírá v říši zkázy (Abaddon)...
- Žalmy 88:12: Což se o tvém milosrdenství vypráví v hrobě (Šeol)? O tvé věrnosti v říši zkázy (Abaddon)?
- Přísloví 15:11: I podsvětí (Šeol), říše zkázy (Abaddon), je na očích Hospodinu, tím spíše srdce synů lidských.
- Přísloví 27:20: Podsvětí (Šeol), říše zkázy (Abaddon), se nenasytí; nenasytí se ani oči člověka.

### Druhá éra chrámových textů
Text Chvalozpěvu – nalezený ve Svitkách od Mrtvého moře – říká „šeol Abaddónův“ a „proudy Béliala vtrhly do Abaddóna“.

### Rabínská literatura
V některých legendách je Abaddón označován jako místo ztracené v ohni a ve sněhu, jedno z míst v Gehenně, které navštívil Mojžíš.

## Křesťanství

### Etymologie
Řecký termín Apollyón (Ἀπολλύων, „ničitel“) je činné příčestí slova apollymi (ἀπόλλυμι, „zničit“). Termín není užíván jako název v klasických řeckých textech.

### Nový zákon
Zjevení Janovo 9:11 uvádí: Nad sebou měly krále, anděla propasti, hebrejským jménem Abaddón – to znamená Hubitel nebo Zhoubce.
V této kapitole je Abaddón popisován jako hubitel, anděl propasti, král armády kobylek, které měly na hlavách zlaté věnce a tváře jako lidé, hřívu jako vlasy ženy, ale zuby měly jako lvi, železné pancíře, ocasy jako škorpióni a v nich žihadla.
Protestantský komentátor Matthew Henry věřil, že Abaddón je antikrist, vzhledem k tomu, že Jamieson-Fausset-Brown Commentary a Henry Hampton Halley identifikovali anděla jako Satana. Církev Ježíše Krista Svatých posledních dnů se rovněž domnívá, že Abaddón je název ďábla.
Naproti tomu metodistická publikace The Interpreter's Bible uvádí: „Abaddón, anděl není ze Satana ale z Boha, a své dílo zkázy koná na jeho příkaz.“
Některé novozákonní exegetické linie vnímají Abaddóna jako anděla smrti, jiné ovšem jako Antikrista a další jej dokonce identifikují se Satanem. Další výklady novozákonních textů tvrdí, že Abaddón není anděl Satanův – z družiny padlých andělů –, ale anděl Boží, který vykonává dílo zkázy na Boží příkaz, což by se podobalo představení Satana v židovském Tanachu. Že jsou výklady velmi pestré až protichůdné dosvědčuje rovněž další výklad, podle něhož je Abaddón ve Zjevení jiné označení pro Krista po vzkříšení, který má klíč propasti.

### Gnostické texty
Tomášovy akty ze 3. století, vykládají slovo Abaddón jako jméno démona nebo jméno samotného Ďábla.
Abaddón je uveden zejména v důležitých rolích dvou zdrojů, v kázání s názvem „Nastolení Abbatona“ od Timothea Alexandrijského a Apokalypsa Bartolomějova. V Timotheově kázání byl Abbaton nejprve jmenován jako Muriel, který dostal od Boha za úkol najít půdu, z které byl vytvořil Adama. Po dokončení tohoto úkolu byl anděl jmenován strážcem. Všichni, včetně andělů, démonů a hmotných subjektů, se ho báli. Abbatonovi bylo slíbeno, že každý, kdo ho bude uctívat, by mohl být ušetřen. Abaddón řekl, že má významnou roli v Posledním soudu jako ten, který bude mít duše Údolí Josafata. Apokalypsa Bartolomějova ho popisuje jako přítomného v Ježíšově hrobě v okamžiku jeho vzkříšení.